# Stephanie Scheirlynck
Stephanie Scheirlynck is een Belgisch diëtiste gespecialiseerd in sportdiëten. Ze is actief in de topsport als diëtiste onder andere van Antwerp FC, RSC Anderlecht, Trek-Segafredo, Nafi Thiam, Koen Naert, Greg Van Avermaet, Jasper Stuyven, Jolien D'Hoore en Team Belgium. Daarnaast schreef ze ook meerdere boeken over sportvoeding.

## Biografie
Scheurlynck behaalde in 2006 een bachelor in voedingswetenschappen in Gent en een master in sportvoeding in 2007 in Nijmegen.Daarnaast volgde ze ook de opleiding SportsNutrition van het Internationaal Olympisch Comité en is een van de eersten die de opleiding volbracht in 2010.
Tussen 2010 en 2015 was ze actief voor Energy Lab om daarna als zelfstandige te werken. Sinds beheert ze de webstek Allesoversportvoeding.be
Ze is gehuwd, heeft twee kinderen en is woonachtig in Nevele.

## Publicaties
- Het sportkookboek voor jongeren (2016)
- Het sportkookboek voor krachtsport (2017)
- Het sportkookboek voor teamsport (2017)
- Het optimale sportgewicht (2018)
- Het ultieme sportkookboek voor duur-, kracht- en teamsport (2018)
- Het sportkookboek 1 (2021)
- Het sportkookboek 2 (2021)